# NGC 4528
NGC 4528 este o galaxie lenticulară situată în constelația Fecioara. A fost descoperită în 15 martie 1784 de către William Herschel. Se află la o distanță de 15,21 megaparseci de Pământ.